# 中部空港警察署

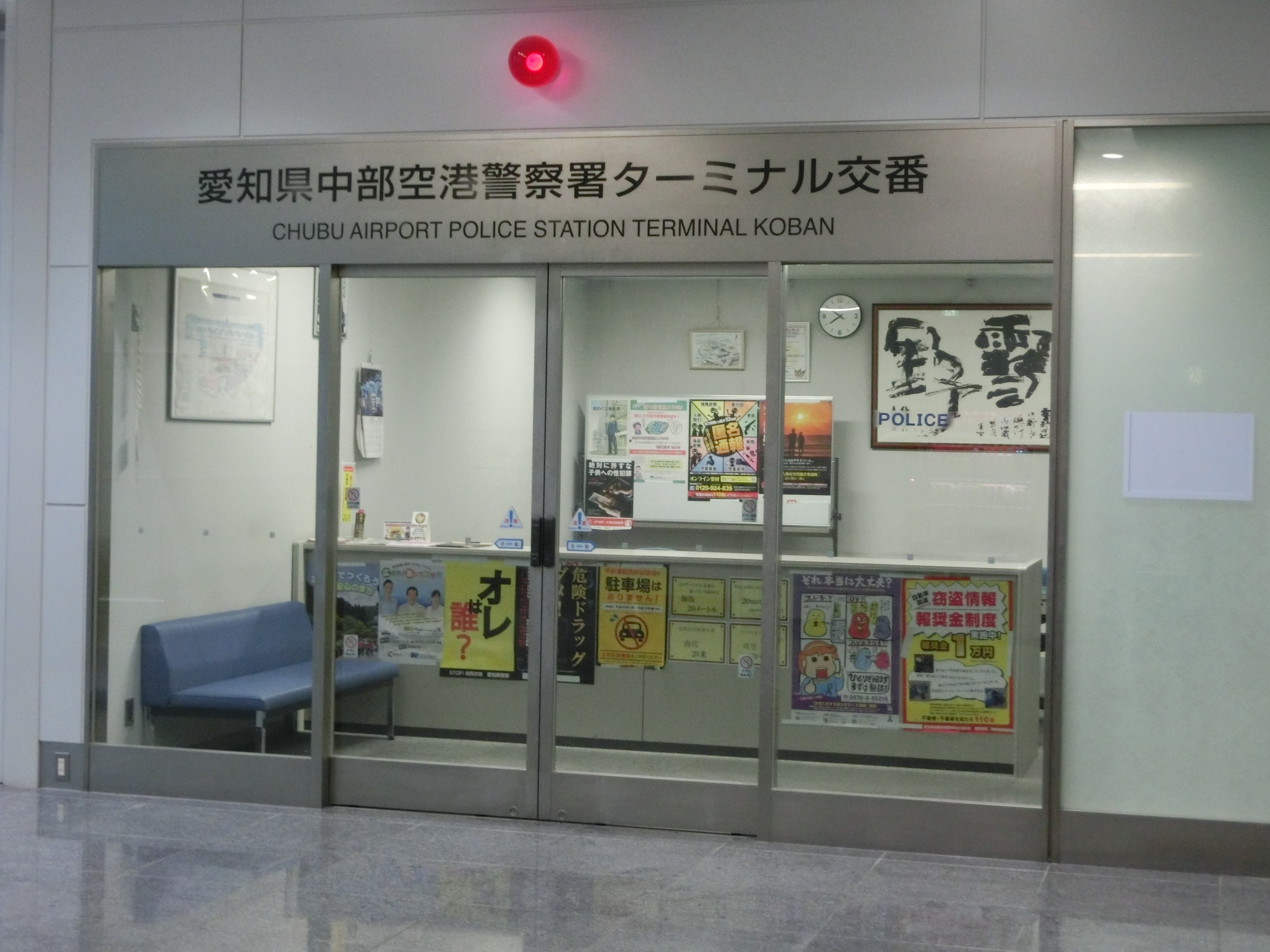
ターミナル交番

中部空港警察署（ちゅうぶくうこうけいさつしょ）は、愛知県警察が管轄する警察署の一つである。

## 概要
中部国際空港が開港したことに伴い、設置された空港警察署である。
この警察署では、運転免許証の更新はできない（常滑警察署で実施）。
本署の署長は中部空港島に唯一住民登録をしている。
庁舎は鉄筋コンクリート4階建てであるが、2011年（平成23年）頃から空港島の地盤の不同沈下の影響がみられ、2024年度（令和6年度）末にも空港第2ターミナル内に一時移転することになった。

## 所在地
- 愛知県常滑市セントレア三丁目8番地3

## 管轄区域
- 常滑市セントレア
- 常滑市セントレアと同市りんくう町との間の連絡橋（同市セントレア及びりんくう町の区域に存する部分を除く）

※ りんくう町に存する部分は常滑警察署の管轄。

## 沿革
- 2005年（平成17年）2月1日 - 開署[2]

## 組織
- 警務課
  - 警務係
  - 住民サービス係
  - 留置管理係
- 会計課
  - 会計係
- 生活安全刑事課
  - 生活安全係
  - 捜査係
  - 鑑識係
- 地域交通課
  - 地域総務係
  - 地域(第一係～第三係)
  - 交通係
- 警備課
  - 警備係
  - 外事(第一係・第ニ係)
  - 警備隊

## 交番
第1ターミナル内に交番、第2ターミナル内に警察官詰所を設置している。
- ターミナル交番（常滑市セントレア一丁目1番地）

※ （ ）の中は所在地。